# Werneckia paraxeri
Werneckia paraxeri är en insektsart som först beskrevs av Werneck 1947.  Werneckia paraxeri ingår i släktet Werneckia och familjen ekorrlöss. Inga underarter finns listade i Catalogue of Life.